# Mycoleptodonoides
Mycoleptodonoides M.I. Nikol. – rodzaj grzybów z rzędu żagwiowców (Polyporales). W Polsce występuje jeden gatunek – Mycoleptodonoides pusilla.

## Charakterystyka
Grzyby kortycjoidalne o owocnikach zbudowanych z zamkniętych, wachlarzowatych kapelusików, zwężających się u nasady, czasem tworzących trzon. Powierzchnia naga, włóknista, gładka lub promieniście prążkowana, w stanie świeżym biała, po wyschnięciu żółta do brązowej. Hymenofor hydnoidalny (kolczasty) na dolnej stronie, kolce tej samej barwy co górna powierzchnia. System strzępkowy monomityczny, strzępki generatywne w starszych partiach kapelusza napęczniałe, rozgałęzione, septowane ze sprzążkami, cienkościenne lub grubościenne, czasami nawet pełne. Czasami występują mało zróżnicowane, wrzecionowate lub napęczniałe cystydy. Podstawki maczugowate z czterema sterygmami i sprzążką bazalną. Bazydiospory wąsko elipsoidalne, mniej lub bardziej zakrzywione, gładkie, szkliste, nieamyloidalne, niecyjanofilne.
Mycoleptodonoides charakteryzuje się wiotkimi podstawkami i trzonowatymi, hydnoidalnymi owocnikami, monomitycznym układem strzępek, obecnością cystyd lub cystydioli oraz nieamyloidalnymi bazydiosporami. Jest morfologicznie blisko spokrewniony z Mycorrhaphium, różniącym się dimitycznym systemem strzępek i z Climacodon, który różni się obecnością gleocystyd i podstawkami z prostą przegrodą.

## Systematyka i nazewnictwo
Pozycja w klasyfikacji według Index Fungorum: Incertae sedis, Polyporales, Incertae sedis, Agaricomycetes, Agaricomycotina, Basidiomycota, Fungi.
Gatunki:
- Mycoleptodonoides adusta (Schwein.) Nikol. 1952
- Mycoleptodonoides aitchisonii (Berk.) Maas Geest. 1961
- Mycoleptodonoides pergamenea (Yasuda) Aoshima & H. Furuk. 1966
- Mycoleptodonoides pusilla (Brot.) K.A. Harrison 1973 – tzw. kolczatek drobny
- Mycoleptodonoides tropicalis H.S. Yuan & Y.C. Dai 2009
- Mycoleptodonoides vassiljevae Nikol. 1952

Wykaz gatunków i nazwy naukowe na podstawie Index Fungorum.